# Světnov
Světnov település Csehországban, a Žďár nad Sázavou-i járásban. Světnov Sklené, Žďár nad Sázavou, Počítky, Polnička, Škrdlovice és Cikháj településekkel határos. Lakosainak száma 456 fő (2024. január 1.).

## Népesség
A település lakosságának változását az alábbi diagram mutatja:
| Lakosok száma | 959  | 778  | 771  | 554  | 474  | 437  | 462  | 472  | 440  | 456  |
|               | 1869 | 1900 | 1921 | 1961 | 1980 | 2011 | 2016 | 2019 | 2021 | 2024 |